# Христофор
Христофо́р — мужское русское личное имя греческого происхождения; восходит к др.-греч. Χριστόφορος («Христофорос») — двухосновному имени от Χριστός «Христос» и др.-греч. φέρω — «несу». Изначально в раннехристианской литературе «Христофорос» — эпитет Вифлеема в значении «город, породивший Христа». Позднее имя Христофор, одно из немногих собственно христианских имён, обрело толкование как «носящий в себе Христа», «чтящий Христа».
В христианском именослове имя соотносится с несколькими раннехристианскими святыми, в том числе с полулегендарным мучеником Христофором Ликийским. Помимо него, почитаются мученик Христофор Никомидийский, копьеносец императора Диоклетиана, казнённый по его приказу в 303 году за исповедание христианства; преподобный Христофор Палестинский (VI век) и другие.
В русской именной традиции имя употреблялось преимущественно в среде духовенства и монашества; как и в случаях с другими подобными именами, специфическое применение сделало имя редко употребимым у мирян. Тем не менее имя было достаточно частотным, чтобы могла возникнуть патронимная фамилия Христофоров. В XX веке имя фактически вышло из употребления. В начале 1960-х годов, по данным В. А. Никонова по некоторым регионам центральной России, имя Христофор среди новорождённых мальчиков не было зафиксировано ни разу; в статистических данных А. В. Суперанской и А. В. Сусловой по Ленинграду за период 1960-х—1980-х годов имя не отнесено даже к разряду редчайших.
Разговорные формы имени: Крестохор, Листофор, Истифор.
Краткие и уменьшительные формы: Христофорка, Христя, Христоня, Тоня, Христоша, Хрися, Христик, Христо.
Именины: 2 мая, 22 мая, 12 сентября.